# Clytus canadensis
Clytus canadensis är en skalbaggsart som beskrevs av Hopping 1928. Clytus canadensis ingår i släktet Clytus och familjen långhorningar. Inga underarter finns listade i Catalogue of Life.